# Notkühlung
Unter Notkühlung versteht man allgemein Maßnahmen zur notfallmäßigen Abkühlung eines überhitzten, aber nicht brennenden, Systems auf Normaltemperatur. Man kann unterscheiden: 
- Improvisierte Maßnahmen, beispielsweise zur Abkühlung eines (durch Defekt oder Umgebungswärme) überhitzten Gaskessels oder Öl-Lagertanks von außen mittels Löschwasser der Feuerwehr, zur Verhinderung eines Explosions- und/oder Brandunfalls.
- Stationär an Systemen angeschlossene Notkühlung („Notkühlsystem“), die bei Anforderung im Regelfall automatisch oder in gewissen Fällen auch manuell (per Knopfdruck oder Schalterbetätigung, seltener mit aufwändiger Arbeit) in Gang gesetzt wird. Häufige Notkühl-Medien sind Wasser und Luft; aus bestimmten Gründen können aber auch andere Substanzen zum Einsatz gelangen. Zum Beispiel entsteht beim Kontakt von Wasser und Natrium Wasserstoff bzw. Knallgas; in einem Brutreaktor befindet sich Natrium in den Kühlkreisen, man verwendet daher kein Wasser als Kühlmittel.

## Notkühlung in Kernkraftwerken
Spätestens seit der Nuklearkatastrophe von Fukushima im März 2011 ist weltweit bekannt, dass Kernbrennstäbe auch nach dem Abschalten der Kernreaktoren große Mengen Nachzerfallswärme erzeugen und diese per Kühlsystem oder Notkühlsystem aus dem Reaktorkern abgeführt werden muss, weil er andernfalls nach einiger Zeit schmilzt und große Mengen radioaktiver Stoffe in die Umwelt gelangen können. 
In Leichtwasserreaktoren wird stets mit Wasser notgekühlt, derselben Substanz wie im Kühlkreislauf im Normalbetrieb. Das Notkühlwasser befindet sich in großen Behältern und wird in der Regel zur Sicherheit im Falle von Strang-Ausfällen mit mehreren Strängen mit Pumpen in den Reaktorkreislauf eingespeist. Es gibt zwei Leichtwasser-Reaktortypen: 
- Ein Druckwasserreaktor (DWR) hat neben den Notkühlsystemen im engeren Sinne noch sogenannte Notspeisesysteme, welche ihn bei nicht vorhandenem oder kleinem Leck im Primärkreis über den Sekundärkreis herunterkühlen können (Zweikreisbetrieb). Im Leckfall mit großem Leck muss spätestens nach etwa zwanzig Minuten das aus dem Leck ausgeströmte Wasser aus dem Containment-Sumpf wieder angesaugt und zur weiteren Kühlung verwendet werden.
- Siedewasserreaktoren (SWR) haben deutlich größere Wasservorräte zur Notkühlung. Sollten diese aus unvorhergesehenen Gründen nicht ausreichen oder die regulären Pumpen versagen, gibt es in der Regel noch die Möglichkeit, aus dem benachbarten Gewässer über improvisiert organisierte mobile Pumpen Wasser anzusaugen. Bei den DWR besteht eine ähnliche Möglichkeit, aber in der Regel nur für die Notspeise-Systeme.

Bei ungenügender Notkühlung droht auch bei abgeschaltetem Reaktor binnen kürzerer Zeit die Kernschmelze. Die Aufsichtsbehörden verfügen über sogenannte Notkühl-Kriterien, die festlegen, was die Notkühlung minimal leisten muss, damit zumindest die Kerngeometrie intakt bleibt.